# Dwór (Łabędziów)
Dwór – przysiółek wsi Łabędziów w Polsce położony w województwie świętokrzyskim, w powiecie kieleckim, w gminie Morawica.
W latach 1975–1998 przysiółek administracyjnie należał do województwa kieleckiego.